# Regió de Tabora
Tabora és una de les trenta regions administratives en les quals està dividida la República Unida de Tanzània. La seva principal població és la ciutat de Tabora (155.000 habitants).

## Districtes
Aquesta regió es troba subdividida internament en sis districtes:
- Igunga
- Nzega
- Sikonge
- Districte de Tabora
- Urambo
- Uyui

## Territori i població
La regió de Tabora té una extensió de territori que abasta una superfície de 72.151 quilòmetres quadrats. A més aquesta regió administrativa té una població d'1.717.908 persones. La densitat poblacional és de 22,6 habitants per cada quilòmetre quadrat de la regió.